# Rosina Bulwer-Lytton

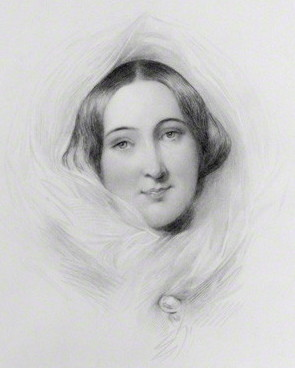
Rosina Bulwer-Lytton, 1852

Rosina Doyle Bulwer-Lytton, Baroness Lytton (geborene Wheeler, * 4. November 1802 in Ballywire, Irland; † 12. März 1882 in Upper Sydenham, London) war eine britische Romanschriftstellerin und Feministin.

## Leben
Sie war die Tochter der Schriftstellerin und Verfechterin der politischen Rechte für Frauen Anna Doyle Wheeler und von Francis Massey Wheeler aus Limerick. 1827 heiratete sie den Schriftsteller und Politiker Edward Bulwer-Lytton, der 1838 als Baronet und 1866 als Baron Lytton geadelt wurde. Sie lebte ab 1836 getrennt von ihm und bezeichnete ihn in ihrer Autobiographie Blighted Life (1866) als "her trampler and her tyrant". Da sie offen gegen ihren Mann opponierte, wurde sie von diesem während seines Wahlkampfs 1858 bis Juli 1859 in einer Nervenheilanstalt untergebracht. Sie schrieb außerordentlich erfolgreiche Romane, in denen sie sich gegen ihre aufgezwungene Rolle als viktorianische Ehefrau zur Wehr setzte und sich über bedeutende männliche Zeitgenossen, vor allem auch ihren Mann, lustig machte.
Sie war die Mutter von Hon. Emily Elizabeth Bulwer-Lytton (17. Juni 1828 – 29. April 1848) und von Robert Bulwer-Lytton, 1. Earl of Lytton (8. November 1831 – 24. November 1891), dem Vizekönig von Britisch-Indien 1876–1880.

## Werke

### Romane
- Cheveley; or, The Man of Honour (1839)
- The Budget of the Bubble Family (1840)
- Bianca Cappello: An Historical Romance (1842)
- The Peer’s Daughters (1849)
- Miriam Sedley or The Tares and the Wheat: A Tale of Real Life. – 1850 (autobiographischer Roman)
- The School for Husbands; or, Molière’s Life and Times (1851)
- Behind the Scenes (1854)
- The World and his Wife; or a Person of Consequence, a Photographic Novel. – London: Charles J. Skeet, 1858
- Very Successful (1859)
- Clumber Chase (1871, veröffentlicht unter dem Pseudonym Hon. George Scott)

### Essays
- Shells from the Sands of Time. Bickers and Son, London 1876; Neuausgabe: Thoemmes Press, Bristol 1995, ISBN 1-85506-386-7.

### Autobiographie
- A Blighted Life, 1866, veröffentlicht postum 1880; Neuausgabe: Thoemmes Press, Bristol 1994, ISBN 1-85506-248-8.

### Briefe
- The Collected Letters of Rosina Bulwer Lytton. – 3 Bände. Herausgegeben von Marie Mulvey-Roberts und Steve Carpenter. Pickering & Chatto, London 2007, ISBN 1-85196-803-2.